# Ешланд (Висконсин)
Ешланд (енгл. Ashland) град је у америчкој савезној држави Висконсин.

## Демографија
По попису из 2010. године број становника је 8.216, што је 404 (-4,7%) становника мање него 2000. године.
| Група             | 2000.         | 2010.         |
| Белци             | 7.723 (89,6%) | 7.054 (85,9%) |
| Афроамериканци    | 28 (0,3%)     | 37 (0,5%)     |
| Азијати           | 42 (0,5%)     | 38 (0,5%)     |
| Хиспаноамериканци | 118 (1,4%)    | 176 (2,1%)    |
| Укупно            | 8.620         | 8.216         |